# Brachyurophis
Genre
Synonymes
- Rhinelaps Günther, 1872
- Hornea Lucas & Frost, 1896

Brachyurophis est un genre de serpents de la famille des Elapidae.

## Répartition
Les espèces de ce genre sont endémiques d'Australie.

## Description
Ces serpents sont ovipares.

## Liste des espèces
Selon The Reptile Database (5 avril 2013) :
- Brachyurophis approximans (Glauert, 1954)
- Brachyurophis australis (Krefft, 1864)
- Brachyurophis fasciolatus (Günther, 1872)
- Brachyurophis incinctus (Storr, 1968)
- Brachyurophis morrisi Horner, 1998
- Brachyurophis roperi (Kinghorn, 1931)
- Brachyurophis semifasciatus Günther, 1863

## Publication originale
- Günther, 1863 : On new species of snakes in the collection of the British Museum. Annals and Magazine of Natural History, ser. 3, vol. 11, p. 20-25 (texte intégral).